# ラルフ・ハートレー
ラルフ・ハートレー（Ralph Vinton Lyon Hartley、1888年11月30日 - 1970年5月1日）は、アメリカの電子工学研究者。ハートレー発振回路やハートレー変換を発明し、情報理論の構築にも寄与した。

## 経歴
ネバダ州 Spruce に生まれ、ユタ大学で1909年に学士号を取得した。彼はローズ奨学金を受けることになり、オックスフォード大学で1912年に学士号、1913年に理学士号を取得した。1916年3月21日、ブルックリン地区の Florence Vail と結婚。
ウェスタン・エレクトリックの研究所に就職し、1915年にAT&Tの大西洋横断無線電話実験の受信機開発を任された。このときの開発でハートレー発振回路を発明し、三極管を使った際の発振を抑える平滑回路を開発した。発振回路の特許は1915年6月1日に申請され、1920年10月26日に認められた。
第一次世界大戦の際、彼は音響式の電波発信源探知機の原理を確立した。
戦後、ウェスタン・エレクトリックに戻り、後にベル研究所で働くようになる。ここで中継局での音声と搬送波の転送を研究し、「伝送可能な総情報量は伝送周波数帯域と伝送時間とに比例する」という法則を定式化した。その後、10年ほどの闘病生活を経て1939年にベル研究所にコンサルタントとして復帰。
第二次世界大戦の際、彼は特にサーボ機構を研究した。
1950年、ベル研究所を引退し、1970年、死去。

## 受賞歴
- IRE栄誉賞（1946年） - 発振回路発明と情報理論への貢献に対して。無線学会(Institute of Radio Engineers)から授与されたが、この組織は後に IEEE と合併し、同賞は IEEE栄誉賞となった。
- アメリカ科学振興協会フェロー

## 著作物
おそらく不完全
- Hartley, R.V.L., "Transmission of Information", Bell System Technical Journal, July 1928, pp.535–563.
- Hartley, R.V.L., "A More Symmetrical Fourier Analysis Applied to Transmission Problems," Proc. IRE 30, pp.144–150 (1942).
- Hartley, R.V.L., "A New System of Logarithmic Units", Proceedings of the I.R.E., January 1955, Vol. 43, No. 1.
- Hartley, R.V.L., "Information Theory of The Fourier Analysis and Wave Mechanics",  August 10, 1955, publication information unknown.
- Hartley, R.V.L., "The Mechanism of Gravitation", January 11, 1956, publication information unknown.
- Hartley, R.V.L., "A Wave Mechanism of Quantum Phenomena", "Physical Review", Volume 33, Page 289, 1929 (abstract only)
- Hartley, R.V.L., "Oscillations in Systems with Non-Linear Reactance","The Bell System Technical Journal" Volume 15, Number 3, July 1936, pp 424 - 440